# Antoine Legrand
Antoine Legrand (* 1629 in Douai, damals Spanische Niederlande; † 7. August 1699 in London; auch Antoine Le Grand oder Antonius le Grand) war ein niederländischer Ordensbruder und Missionar und Verfasser philosophischer und theologischer Werke.

## Biografie
Um 1649 schloss sich Legrand den sogenannten Rekollekten an, einem Reformzweig des Franziskanerordens, der sich der Mission und Rekatholisierung verschrieben hatte. Er erhielt seine Ausbildung am Saint Bonaventura Konvent in Douai, wo er 1655 zum Professor für Philosophie ernannt wurde. Legrand wirkte in Douai darüber hinaus am Collège anglais, einer Bildungseinrichtung für katholische Glaubensflüchtlinge aus England. Diese Tätigkeit führte dazu, dass er 1656 zur Mission nach England geschickt wurde. Seine Aufgabe war nicht ungefährlich, wurden doch in England nach der Abspaltung der anglikanischen Kirche katholische Priester und Ordensleute verfolgt und teilweise sogar hingerichtet. In England übernahm Legrand Ämter innerhalb des Ordens, war daneben aber auch als Philosophie- und Theologielehrer, als Hausgeistlicher, als Hauslehrer bei alteingesessenen katholischen Familien und als philosophischer und theologischer Schriftsteller tätig. Hauptsächlich wirkte Legrand in London und Oxfordshire. 1698 wurde Legrand zum Provinzialoberen des Franziskanerordens in England gewählt. Er starb 1699 kurz nach der Rückkehr von einer Reise in seine Heimat an einem Schlaganfall.

## Leistungen
Das literarische Schaffen Legrands stand gegenüber der Missionsarbeit im Vordergrund. Dabei veröffentlichte Legrand bis 1669 seine Werke in französischer Sprache, später dann ausschließlich in Latein. Die Besonderheit in Legrands Werken liegt darin, dass er die Tätigkeit als Franziskaner mit seiner schriftstellerischen Tätigkeit als Verfechter der Philosophie Descartes’ verknüpfte und darin keinen Widerspruch sah. So galt er als entschiedener Verfechter des Cartesianismus in England.

## Werke

### Philosophische und naturwissenschaftliche Werke
- Le sage de Stoiques ou l’Homme sans Passions. La Haye 1662; engl. Übersetzung 1675. (Traktat über die stoische Lehre, dass nur der weise Mann, der Affekte überwindet, in der Lage ist, die Tugend zu erreichen. Das Werk ist König Karl II. gewidmet.)
- L’Épicure Spirituel ou L’Empire de la Volupté sur les vertus. Douai, Paris 1669; englische Übersetzung London 1676 (fünf Aufsätze über Aspekte der epikureischen Philosophie.)
- Scydromedia Seu sermo quem Alphonsus de la Vida habuit coram comite de Falmouth de Monarchia. London 1669, Nürnberg 1680. (Eine in der Tradition der Utopia von Thomas Morus einzuordnende neulateinische Utopie; sie schildert das gesellschaftliche System des fiktiven Staates Scydromedia. Sie ist eine der wenigen royalistischen Utopien des 16. Jahrhunderts, und doch zugleich opponierend gegen die aktuellen politischen und religiösen Verhältnisse in England. Eine moderne Ausgabe mit Kommentar erschien 1991.)
- Philosophia Veterum e mente Renati Descartes more scholastico breviter digesta. London 1671. (Über die Cartesianischen Philosophie.)
- Institutio Philosophiae secundum Principia D. Renati DesCartes, Nova Methodo adornata et explicata. In usum juventutis Academicae. London 1672 und diverse weitere Auflagen. (Bedeutendes Werk des Cartesianismus von großer Popularität. 1709 von der Kirche auf den „Index librorum prohibitorum“ gesetzt.)
- Historia Naturae Variis Experimentis & Ratiociniis Eleucidata secundum Principia Stabilita In Institutione Philosophiae edita ab eodem authore. London 1673, diverse weitere Auflagen. (Behandlung von Naturerscheinungen gemäß dem System von Descartes; Bezüge zu vielen antiken und zeitgenössischen Philosophen.)
- Dissertatio de carentia sensus et cognitionis in Brutis. London 1675. (Eine weitere cartesianische Arbeit mit größerer Verbreitung.)
- Apologia pro Renato Descartes contra Samuelem Parkerum. London 1679. (Verteidigungsschrift gegen eine Cartesianismus-Kritik des anglikanischen Bischofs Samuel Parker (1640–1687) aus dem Jahre 1678, in der er den Vorwurf erhebt, Descartes sei eigentlich Atheist. Auf den kirchlichen Index gesetzt im Jahre 1719.)
- Curiosus Rerum abditarum Naturae; Arcanorum Perscrutator. Nürnberg 1681. (Naturwissenschaftliche Schrift.)
- Dissertatio de ratione cognoscendi et appendix de mutatione formali […]. London 1698. (Antwortschrift auf den Aufsatz eines John Sergeant über die Natur der Ideen und andere Aspekte der Metaphysik.)

### Theologische Werke
- Encomium Sapientiae humilis, seu Scotus humilis elucidatus. Douai 1650. (Eine Studienarbeit über Aspekte der scholastischen Theologie.)
- Historia Sacra a mundi exordio ad Constantini Magni imperium deducta. London 1685.
- Missae sacrificium Neo-Mystis succincte expositum. London 1695.
- Historia Haeresiarcharum a christo nato ad nostra usque tempora […]. Opus Posthumus, Duoai 1702. (Geschichte der Ketzerei.)